# Distretto di Kitgum
Il distretto di Kitgum è un distretto situato nel nord dell'Uganda. Prende il nome dal suo capoluogo Kitgum, dove si trova la sede del distretto stesso.

## Popolazione
La popolazione del distretto in bae al censimento nazionale del 2002 era di circa 286,100 persone, delle quali 51.3% erano femmine e il 48.7% erano maschi. Il tasso annuale di crescita della popolazione del distretto è stimato a 3.7%. Con queste statistiche, si stima che la popolazione del distretto nel 2009 sia approssimativamente di circa 369,000 persone. Vedere la seguente tabella:
| Evoluzione demografica del Distretto di Kitgum |                     |
| \| Anno \| Popolazione stimata \| \| ---- \| ------------------- \| \| 2002 \| 286,100 \| \| 2003 \| 296,700 \| \| 2004 \| 307,700 \| \| 2005 \| 319,100 \| \| 2006 \| 330,900 \| \| 2007 \| 343,100 \| \| 2008 \| 355,800 \| \| 2009 \| 369,000 \| |                     |
| Anno | Popolazione stimata |
| 2002 | 286,100             |
| 2003 | 296,700             |
| 2004 | 307,700             |
| 2005 | 319,100             |
| 2006 | 330,900             |
| 2007 | 343,100             |
| 2008 | 355,800             |
| 2009 | 369,000             |

## Attività economiche
L'agricoltura è la principale attività economica del distretto. Le più importanti colture praticate sono:

- Cereali:
  - Miglio
  - Sorgo
- Legumi:
  - Fagioli
  - Arachidi
- Tuberi:
  - Manioca
  - Patate
- Altro:
  - Piselli
  - Sesamo
  - Semi di Girasole
  - Cotone
  - Tabacco
  - Canna da zucchero
  - Cavoli
  - Pomodori

L'allevamento del bestiame è praticato in alcune zone, anche se non ampiamente.